# Sigma Alimentos
Sigma Alimentos, S.A. de C.V. eller Sigma Alimentos er en mexicansk multinational fødevarevirksomhed med hovedkvarter i Monterrey. De fremstiller og distribuerer nedkølede fødevarer. De har mærker som Fud, Chen, San Rafael, Guten og Yoplait. Det er et datterselskab til den mexikanske industrikoncern Alfa. De har 67 fabrikker og 152 distributionscentre med 38.000 ansatte i 18 lande.